# Saltsjöbadens elektricitetsverk

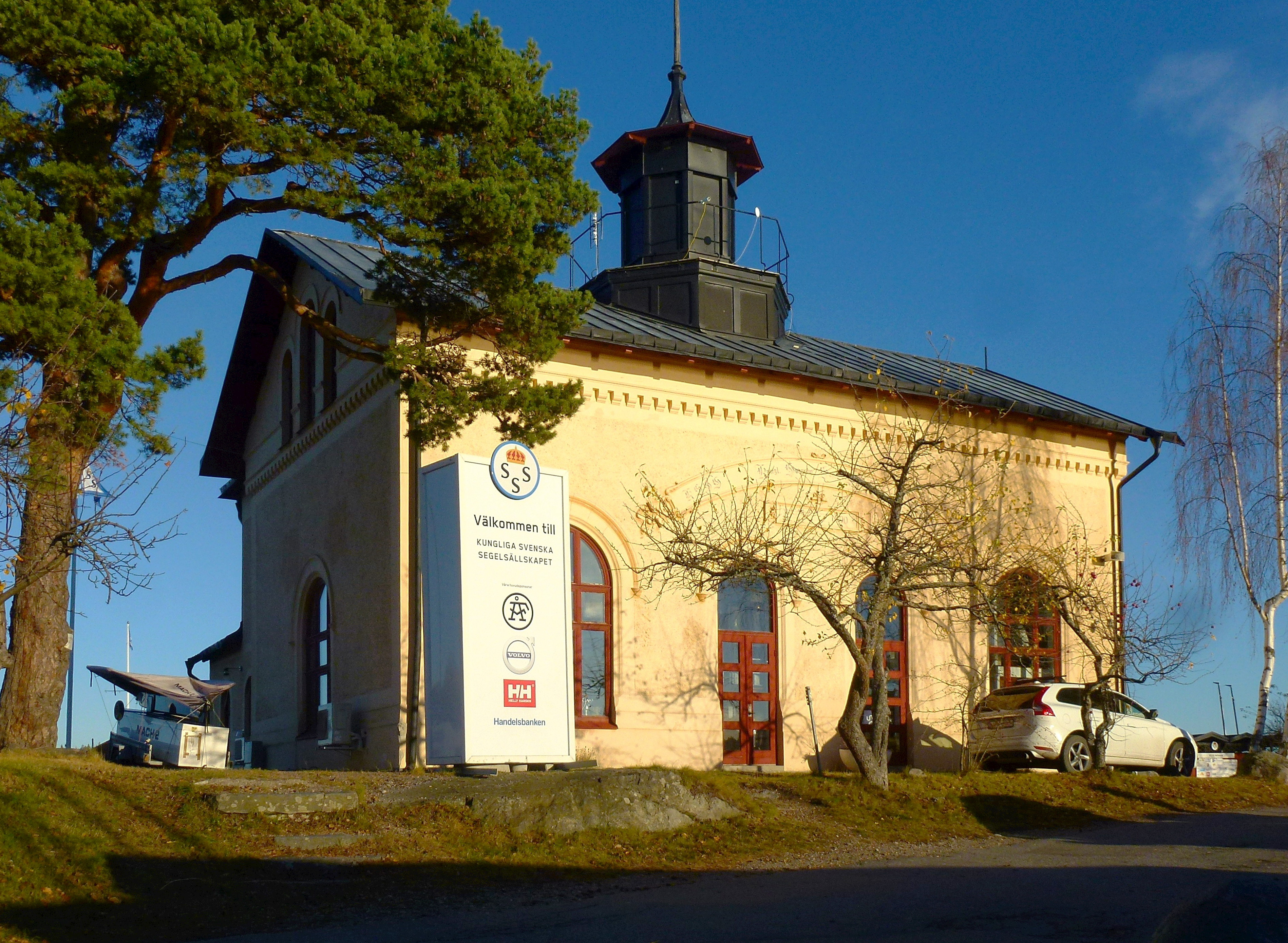
Byggnaden i november 2015.

Saltsjöbadens elektricitetsverk uppfördes 1895 i Saltsjöbaden i nuvarande Nacka kommun, Stockholms län. Elverket var Sveriges första med elförsörjning till privata bostadshus och byggdes i slutet av 1980-talet om till klubbhus och kansli för Kungliga Svenska Segelsällskapet (KSSS). Den gamla elektricitetsstationen med intilliggande maskinistbostad (idag kallad Seglarvillan) är båda q-märkta i gällande detaljplan vilket innebär att byggnaden är kulturhistoriskt särskilt värdefull och inte får förvanskas.

## Historik

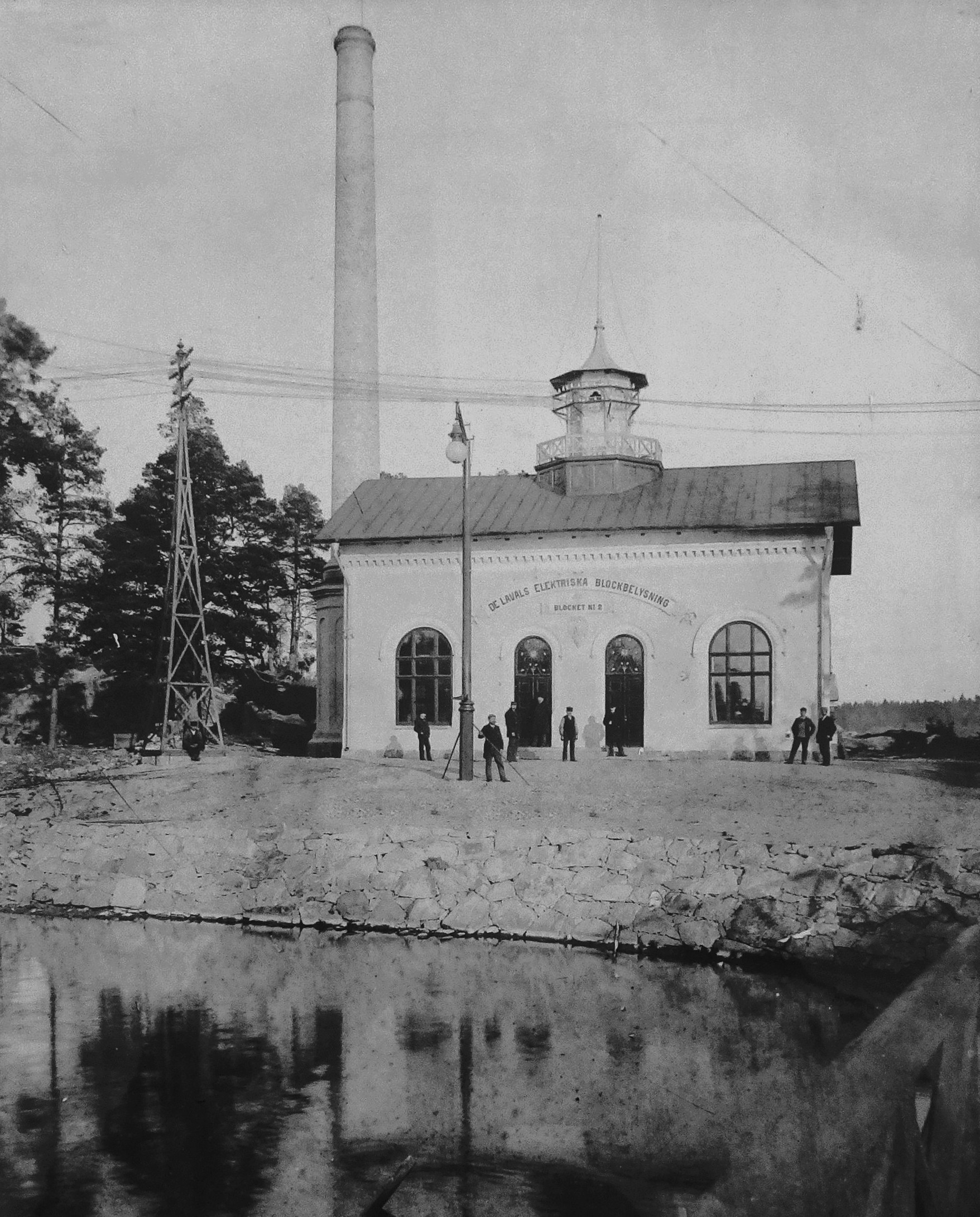
Saltsjöbadens elverk, sent 1890-tal.

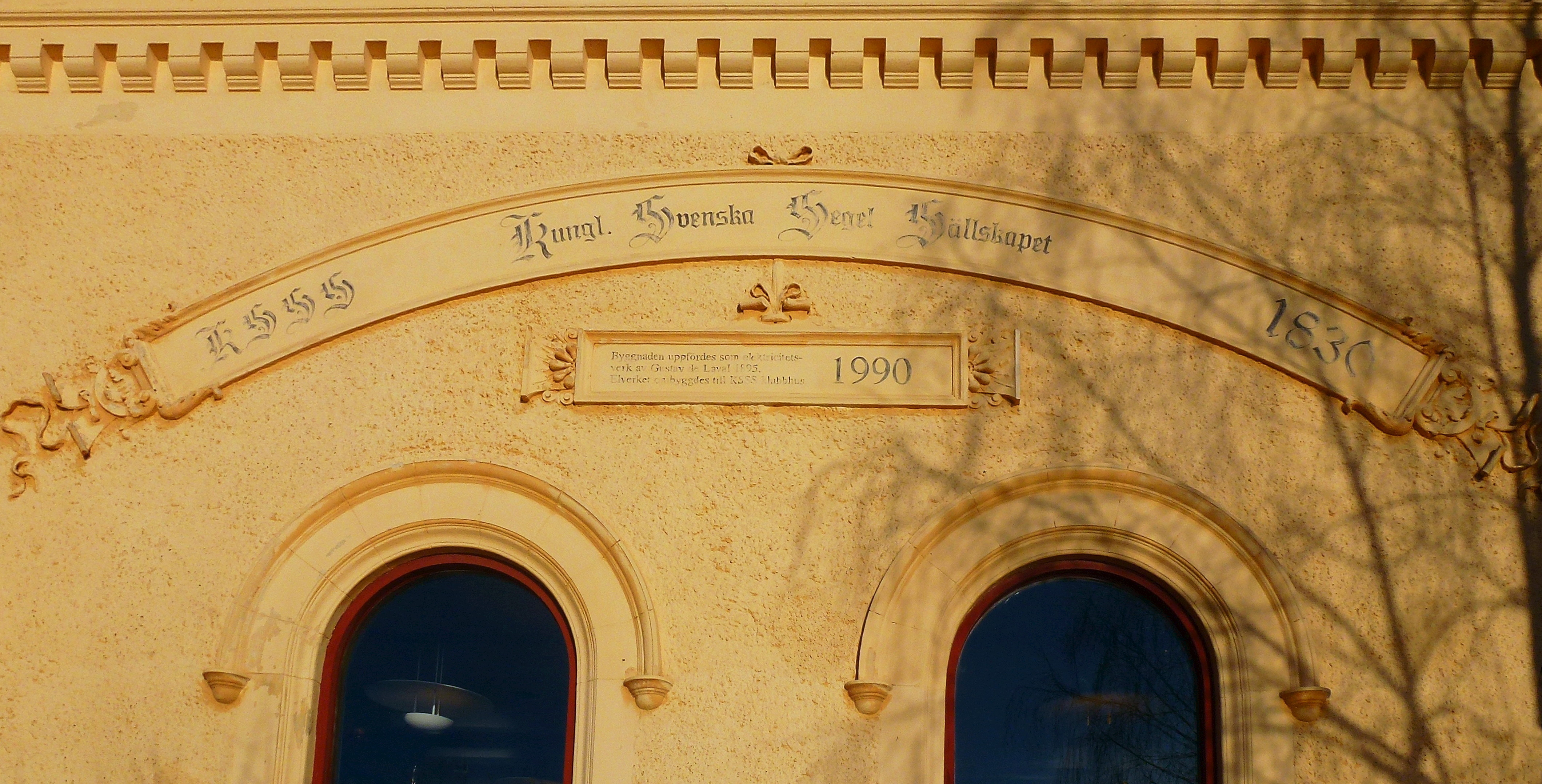
Textbanderoller på fasaden. Lägg märke till glödlampor och blixtar i den undre banderollens båda ändar.

Elektricitetsverkets byggnad uppfördes 1895 på en liten holme nära Dalaröbryggan strax öster om Grand Hotel Saltsjöbaden. Bakom satsningen stod en av hotellets första stamgäster, industrimannen Gustav de Laval. Hotellet hade dock redan två år innan ett eget litet elverk för belysning inne i hotellet och även i trädgården.
Elverkshuset är byggt i en våning  med plåttak som kröns av ett spetsigt torn varifrån elledningarna utgick. Intill verket stod en hög skorsten som revs när dieseldrift infördes. Arkitekten är okänd, med fasadernas utsmyckningar med blixtar och glödlampor tyder på att han kan ha påverkats av Ferdinand Bobergs elverk som ritades ungefär samtidigt inne i Stockholm. I de rundbågiga fönstren satt (numera borttagna) smidesgaller med en sol i mitten och därifrån utgående blixtar samt slingor med blad. På fasadens båda putsbanderoller stod skrivet De Lavals Elektriska Blockbelysning respektive Blocket No 2 (texten är numera ändrad). Aktiebolaget de Lavals blockbelysning ägde och skötte anläggningen. Vid elverket uppfördes även en rödmålad stuga som bostad för maskinisten. Huset byggdes senare på med en våning och kallas idag ”Seglarvillan”.
Verket var koleldat och dess båda generatorer drevs av ångturbiner av fabrikat AB de Lavals Ångturbin, som då fortfarande hade sina verkstäder på Kungsholmen. Bakom elverket fanns ett spår från Saltsjöbanan fram till dåvarande ändstationen "Dalaröbryggan" där kol kunde köras fram från "Kolbryggan" i Pålnäsviken. Anläggningen skulle försörja det nybildade Saltsjöbaden med elenergi, huvudsakligen för inre och yttre belysning. En av ett trettiotal elektriska gatlyktor med båglampa placerades utanför elverket. 
Bland de första privata villorna som anslöts till nymodigheten var Villa Skärtofta byggd 1896-97 vars ägare, John Bernström, disponent på AB Separator, även lät installera Sveriges första elektrisk drivna personhiss i en privat villa. Den elektriska gatubelysningen i Saltsjöbaden ansågs ännu vid sekelskiftet 1900 vara en sevärdhet.  I publikationen Stockholms Förstäder och Villasamhällen från 1911 kunde man läsa:”Elektriska båglampor upplysa allmänna vägar, hotellterrass etc. från mörkrets inbrott till midnatt” och vidare ”kostnaden för att komma i åtnjutande af dessa förmåner äro de samma som i hufvudstaden”. 
Åren 1911-12 utfördes en låg tillbyggnad av maskinhallen mot nordväst som innehöll bland annat kontor, verkstad, tvättstuga och toaletter. Samtidigt moderniserades utrustningen för att kunna leverera elektricitet till Saltsjöbanan som ställdes om till eldrift 1913. Elektrifieringen av Saltsjöbanan gjorde det möjligt att leverera elkraft till industrierna i Nacka. Först 1959 lades verksamheten ner och Nacka Elverk stod för leveransen av elkraft till både Saltsjöbanan och Saltsjöbaden. Efter nedläggningen av elverket stod huset tom eller nyttjades som förråd. I mitten av 1980-talet förvärvades huset av KSSS som har sin marina i Hotellviken och lät bygga om det till klubbhus och kansli som blev inflyttningsklar 1990. Arkitekt för ombyggnaden var Tengboms arkitektkontor. Då fick taket på tillbyggnaden sin nuvarande högresta form.

## Historiska bilder

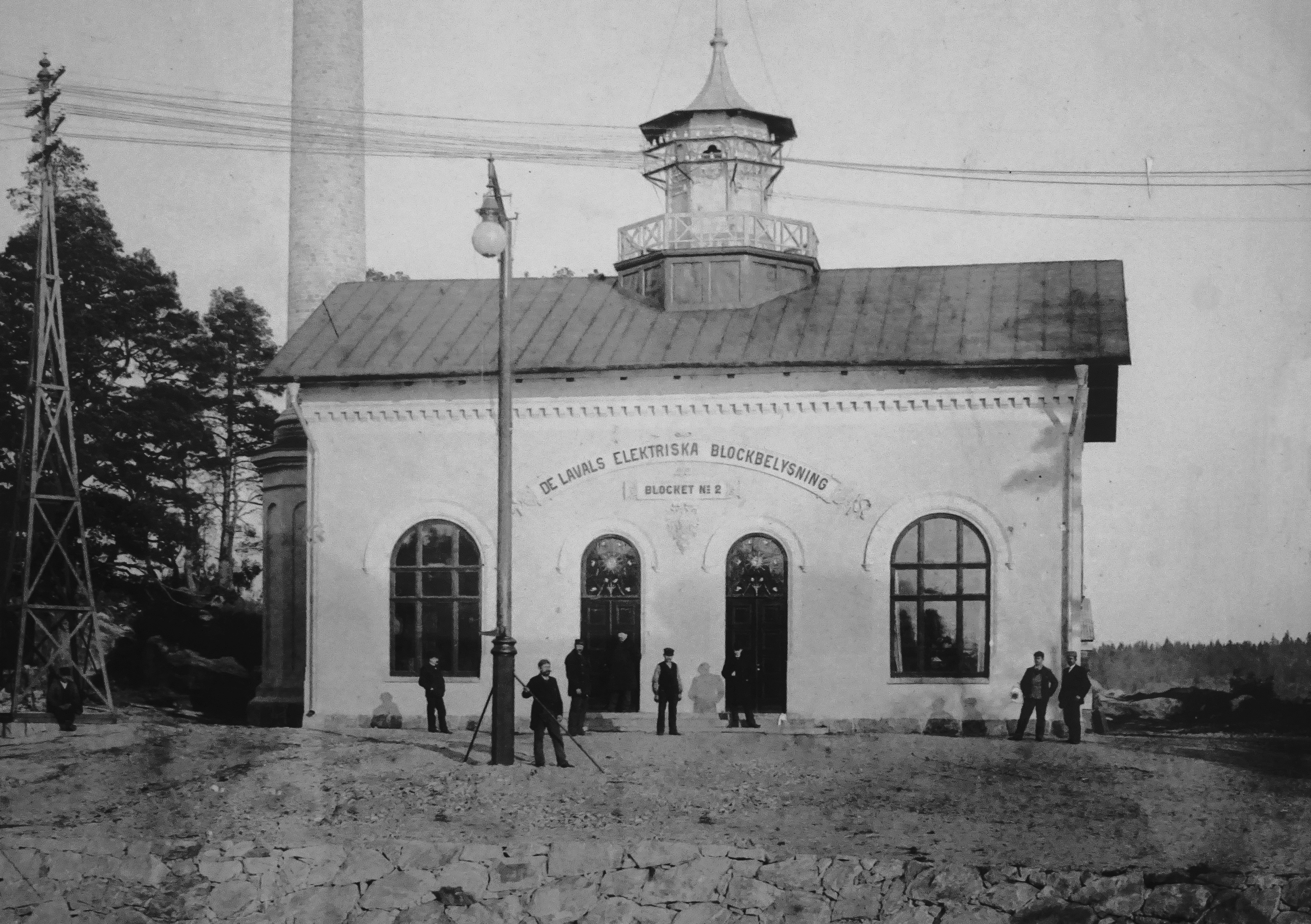
Elverket på sent 1890-tal
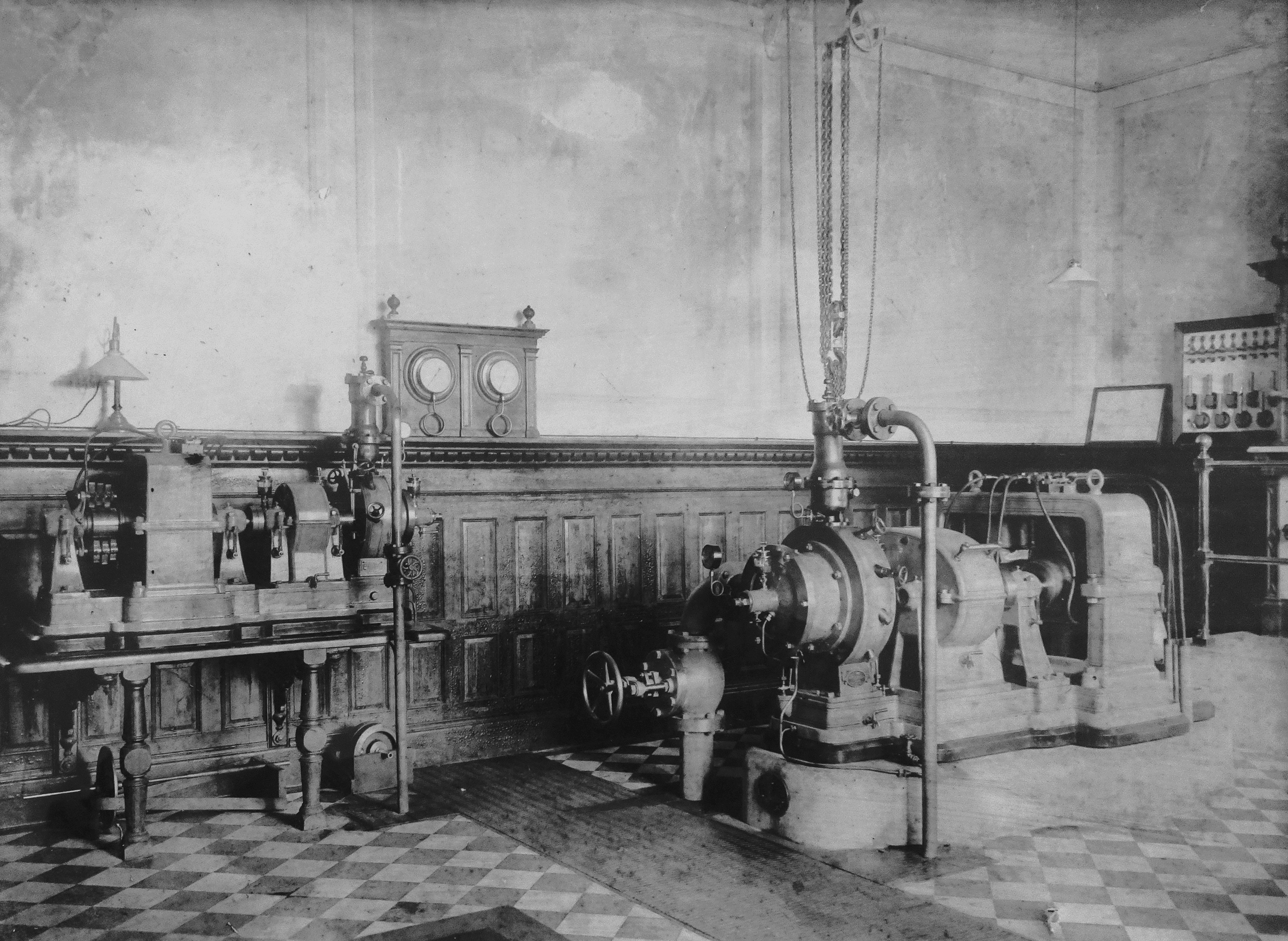
Maskinhallen
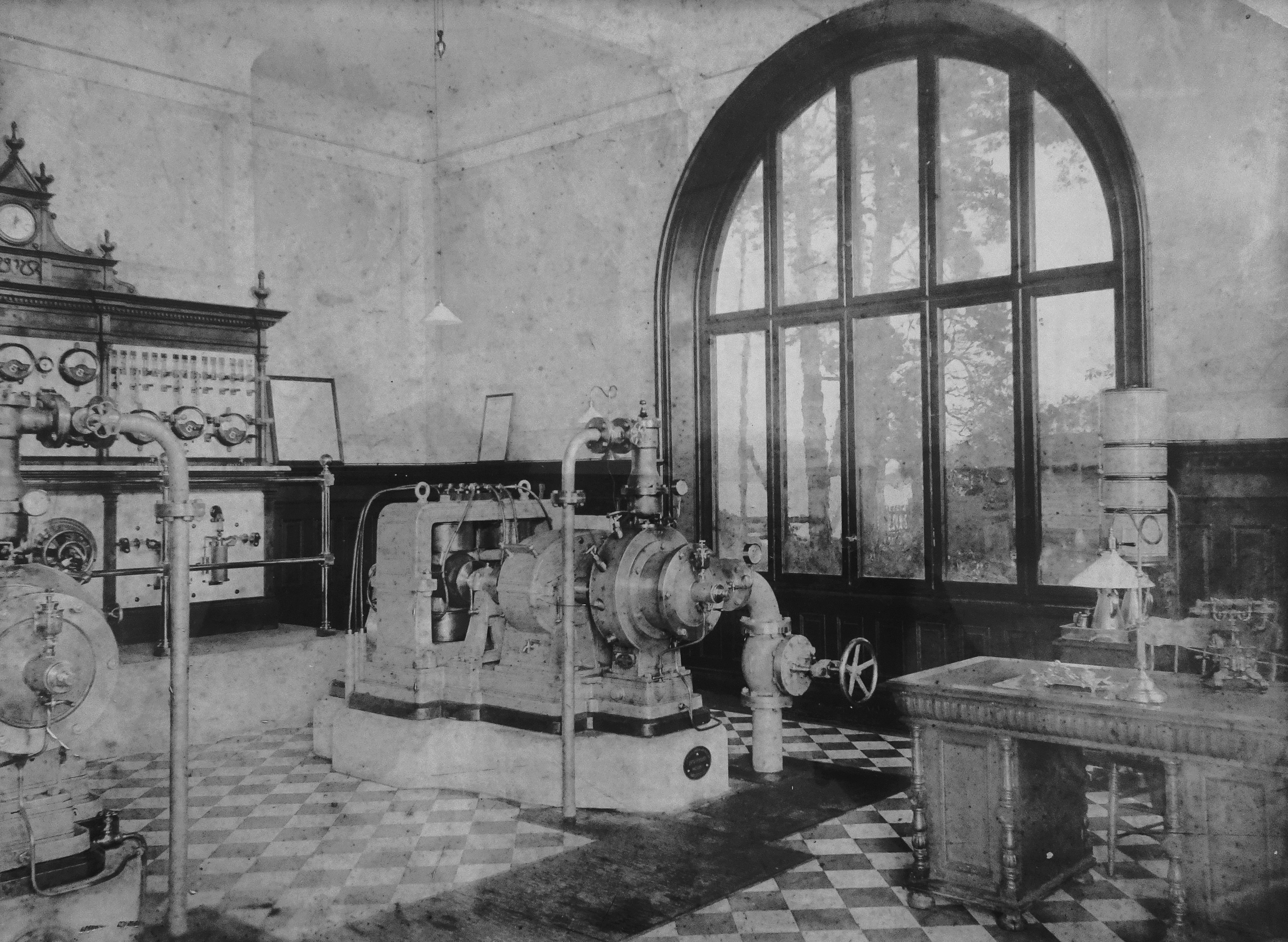
Maskinhallen
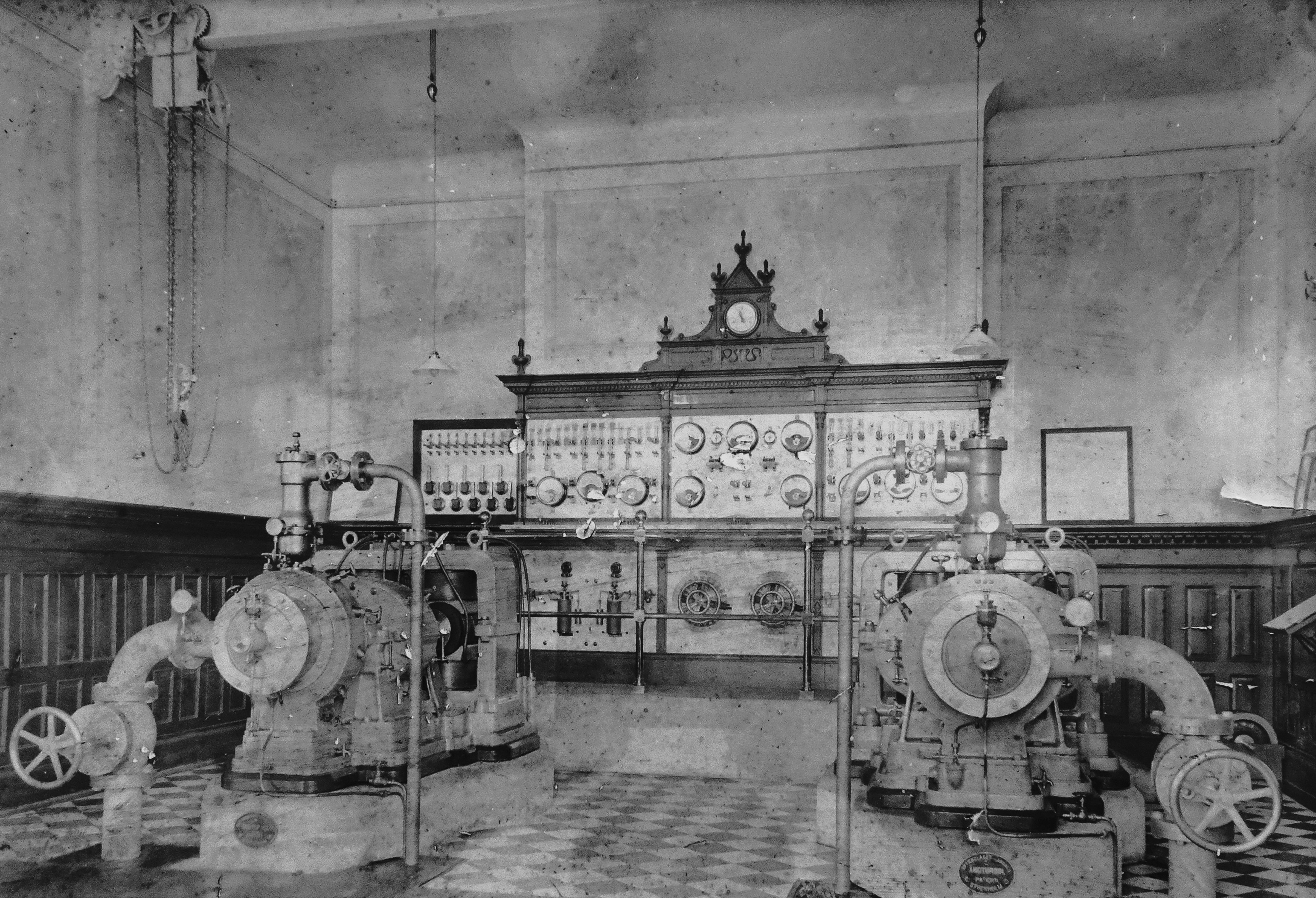
Maskinhallen

## Nutida bilder

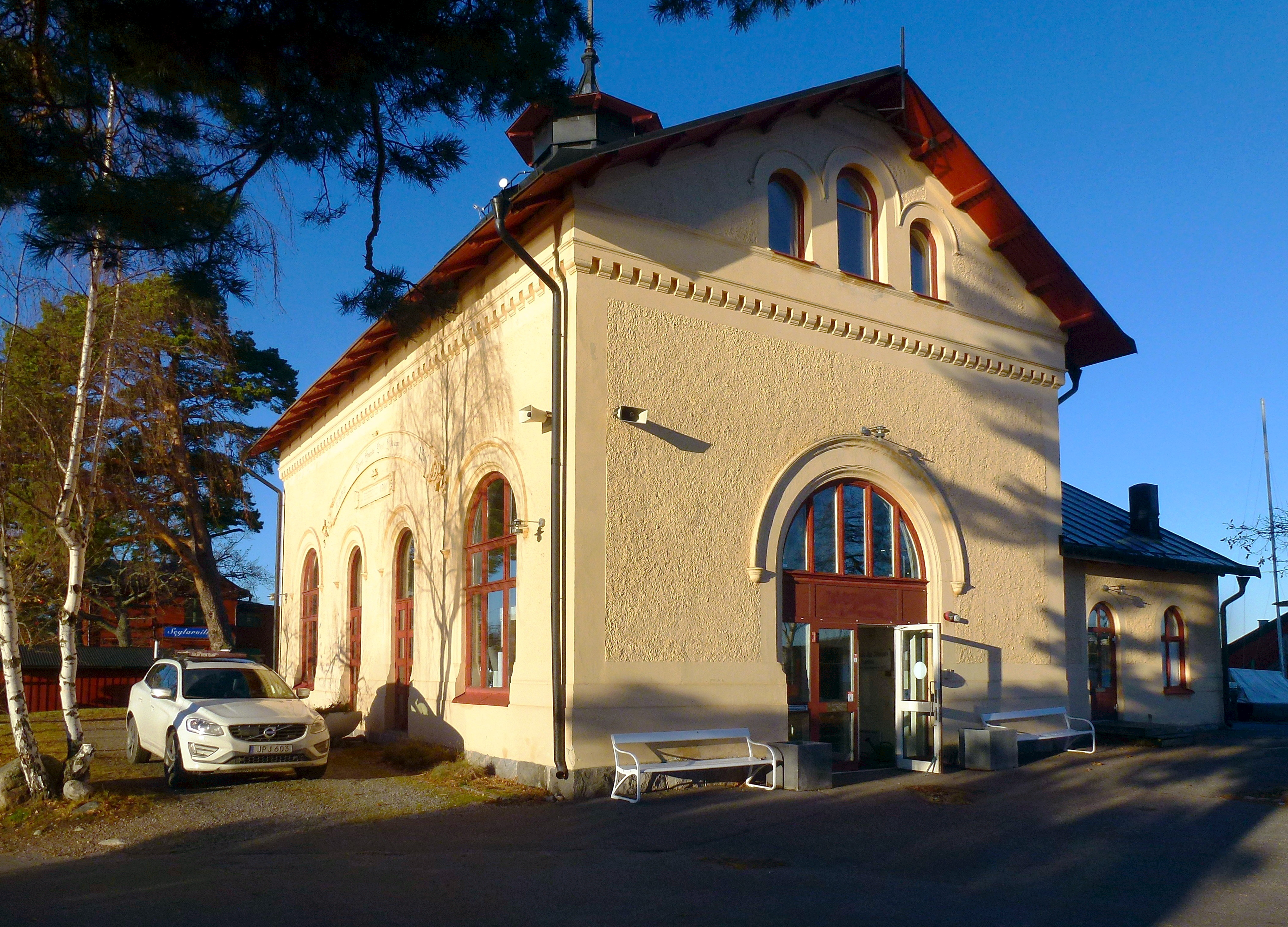
Elverket, idag kansli för KSSS
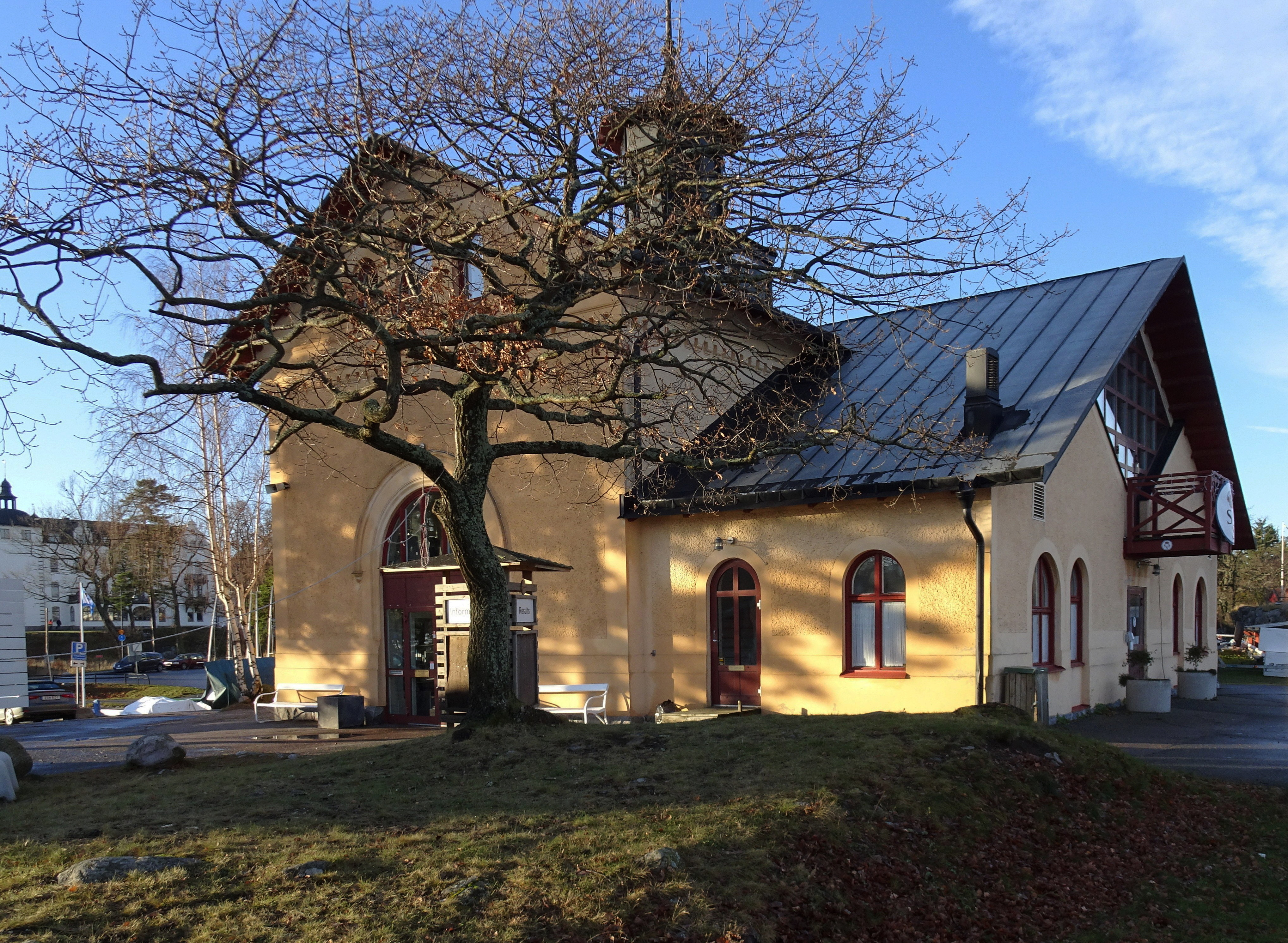
Fasad mot öster
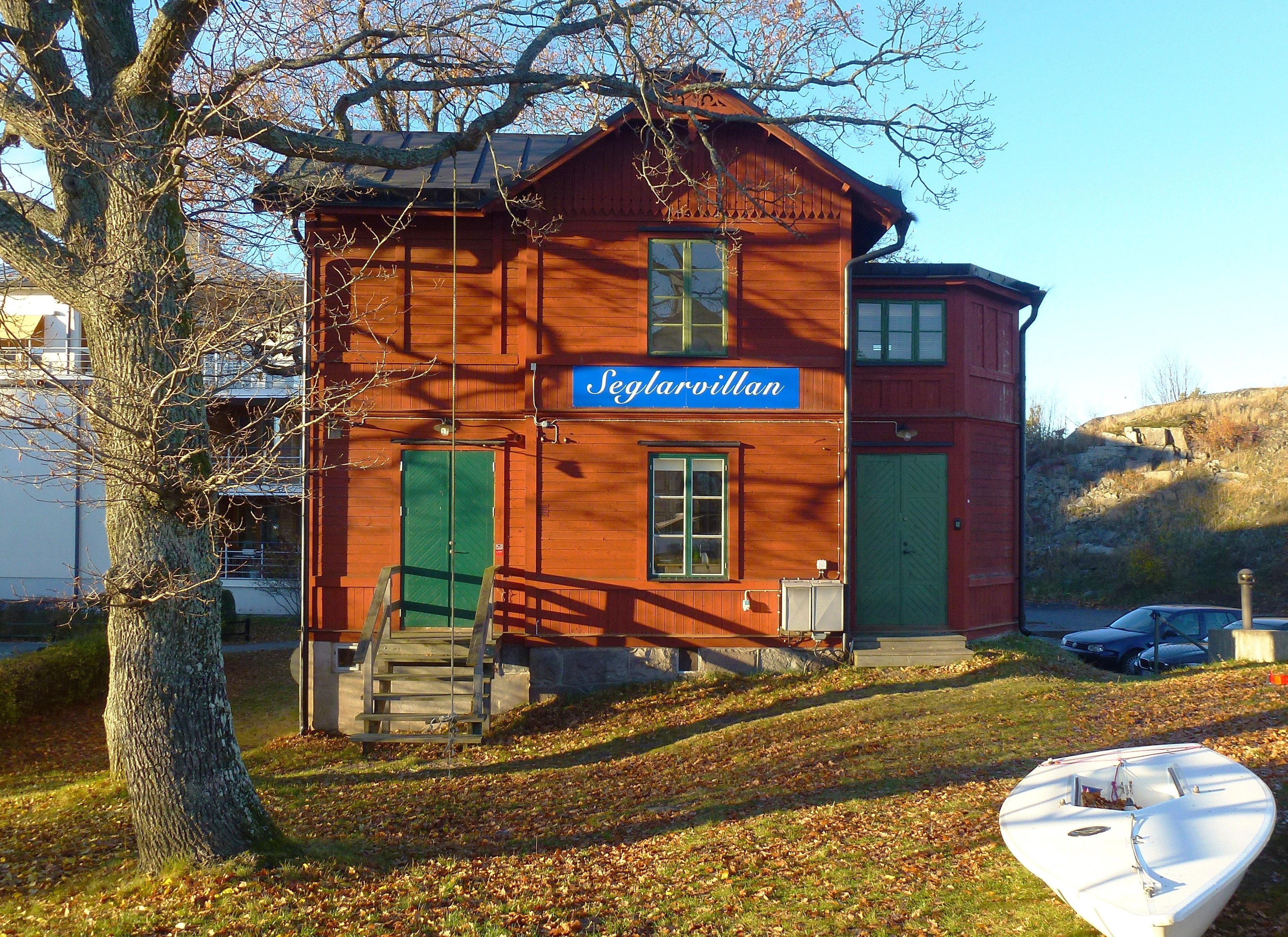
"Seglarvillan", f.d. maskinistbostaden
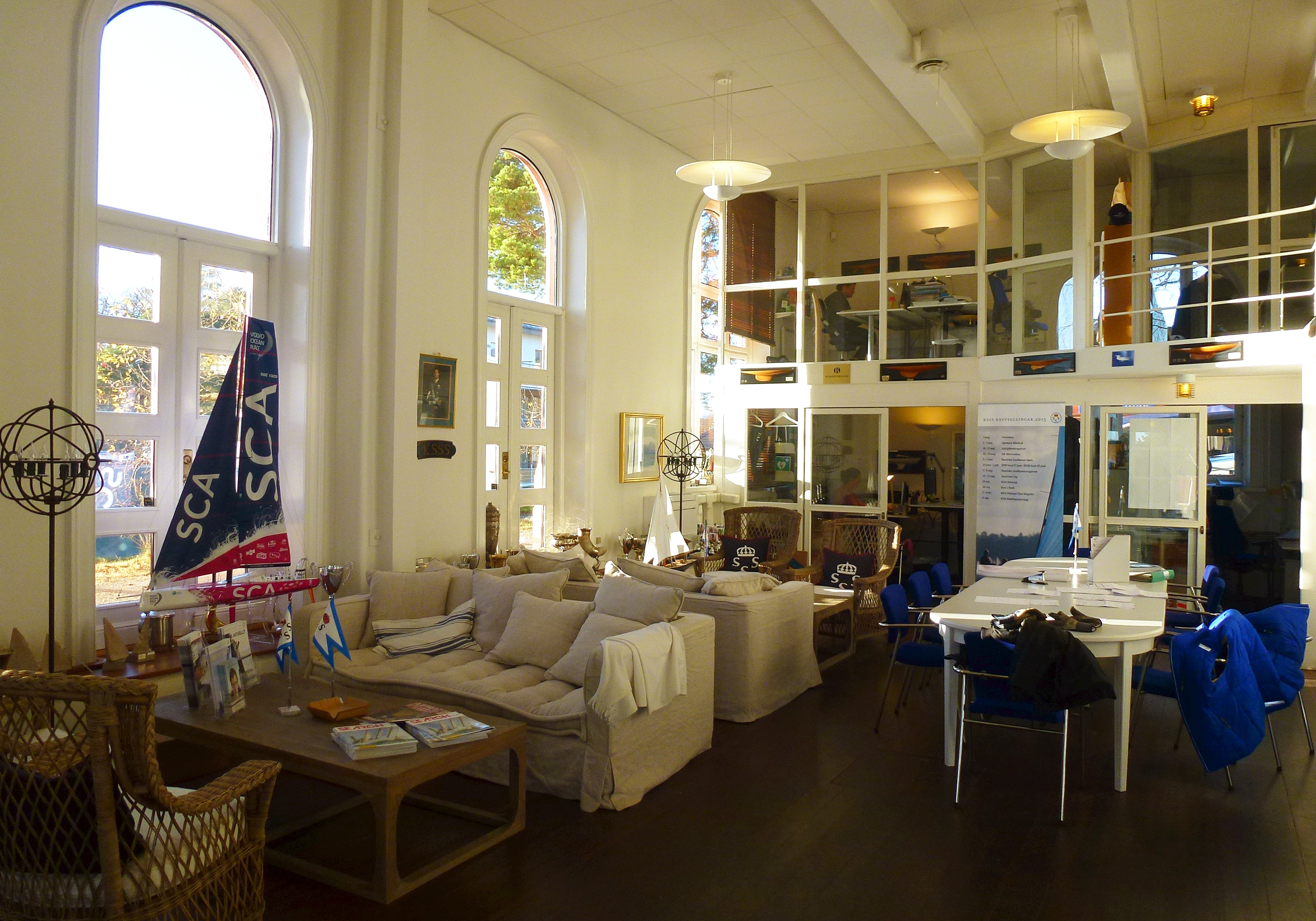
Interiör 2015